# Nikonova
Nikonova (en rus: Никонова) és un poble de l'óblast de Sverdlovsk, a Rússia, segons el cens del 2010 tenia 62 habitants.